# Kodeks Synajski
Kodeks Synajski (łac. Codex Sinaiticus) – najstarszy, gdyż pochodzący z IV wieku, manuskrypt Septuaginty i Nowego Testamentu. Uchodzi za jeden z najlepszych rękopisów Nowego Testamentu. Jest jednym z czterech wielkich kodeksów biblijnych, jedynym zachowanym pisanym uncjałą rękopisem z pełnym tekstem Nowego Testamentu. Ma pełny tekst Nowego Testamentu, jednak w Starym Testamencie ma wiele braków. Kodeks został odkryty przez Tischendorfa w roku 1844.
Kodeks Synajski jako jedyny został napisany w czterech kolumnach. Otwarty liczył osiem kolumn, co sprawia wrażenie rozwiniętego zwoju. Niewykluczone więc, że jest to wynik naśladowania rozwiniętego zwoju. Kodeks Synajski oznaczany jest symbolami {\displaystyle \aleph } (alef) oraz 01 (Gregory-Aland), δ 2 (von Soden). Na liście rękopisów Septuaginty według klasyfikacji Alfreda Rahlfsa został oznaczony symbolem S . Obecnie ponad ⅔ zachowanego kodeksu, tj. 346,5 jego kart, przechowywanych jest w londyńskim British Library (Additional Manuscripts 43725), 43 karty w Lipsku, 12 kart na Synaju i 3 fragmenty w Sankt Petersburgu.
Tekst kodeksu reprezentuje tradycję aleksandryjską. Bibliści oceniają go jako jeden z dwóch najważniejszych rękopisów Nowego Testamentu (obok Kodeksu Watykańskiego) i jeden z trzech najważniejszych rękopisów Septuaginty.

## Opis
Pierwotnie składał się prawdopodobnie z około 740 pergaminowych kart. Karty mają wymiary 37,8 na 34,3 cm (według Alanda 43 na 38 cm). Oryginalne karty miały rozmiary 40 na 70 cm, zostały zgięte wpół i ułożone w foliały składające się z czterech folium (łac.; l.mn. folia, ozn. 8 kart), format popularny w średniowieczu. Na każdej karcie tekst zapisany jest w 4 kolumnach po 48 wierszy, w każdym wierszu znajduje się od 12 do 14 znaków. Księgi poetyckie Starego Testamentu pisane są stychometrycznie w dwóch kolumnach na stronę. Kodeks ma prawie 4 000 000 liter uncjalnych (liczba oszacowana przez Tischendorfa). Jakość pergaminu jest bardzo wysoka i niewiele rękopisów z IV wieku dorównuje Kodeksowi Synajskiemu pod tym względem. Jedynymi rękopisami z tej epoki o tak dobrym pergaminie są Kodeks Watykański i Kodeks Bezy (ok. 400 roku).

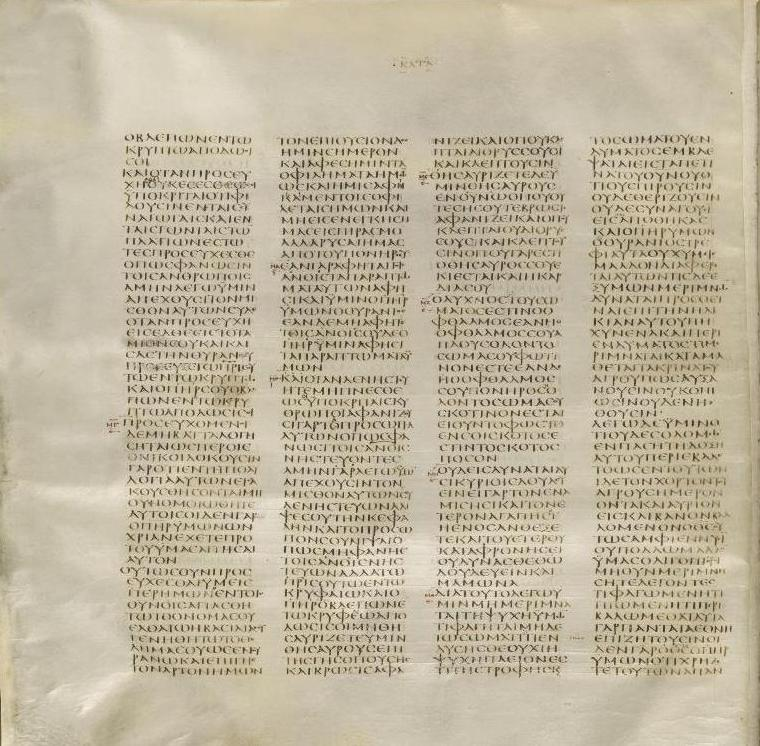
Strona z tekstem Mt 6,4-32 (6,9-13 Modlitwa Pańska)

Stary Testament oprócz więcej niż połowy ksiąg protokanonicznych zawiera także księgi wtórokanoniczne oraz apokryfy. W Starym Testamencie zawiera następujące partie tekstu:
- Rdz 23,19-24,46 – fragmenty
- Lb 5,26–7,20 – fragmenty
- 1 Księga Kronik 9,27–19,17
- Ezdr-Neh (od Ezdr 9,9)
- 2 Ezdrasza
- Księga Psalmów–Mądrość Syracha
- Księga Estery
- Księga Tobiasza
- Księga Judyty
- Księga Joela–Księga Malachiasza
- Księga Izajasza
- Księga Jeremiasza
- Lamentacje Jeremiasza
- 1 Księga Machabejska–4 Księga Machabejska

Księgi Nowego Testamentu są w następującej kolejności: Ewangelie, Listy Pawła (List do Hebrajczyków umieszczony jest po 2 Ts, a przed 1 Tm), Dzieje Apostolskie, Listy powszechne i Apokalipsa św. Jana. Na końcu Nowego Testamentu zamieszczony został List Barnaby oraz Pasterz Hermasa (niekompletny).
Zapisany był wyłącznie wielkimi literami alfabetu greckiego, tj. uncjałą, na cienkich owczych i kozich skórach, brązowym i czarnym atramentem. Tytuły Psalmów i Pieśni nad Pieśniami wyróżniono czerwoną barwą. Sporządzony został przez trzech skrybów (A, B, D); napisany jest jednym ciągiem, łac. scriptio continua, bez podziału na słowa i wersety. Nie stosuje przydechów, ani akcentów, czasem litery są łączone w ligatury. Niektóre słowa, należące do tzw. nomina sacra, zazwyczaj skracane w innych rękopisach (jak gr. πατήρ oraz Δαυίδ), tutaj napisane są zarówno skrótami, jak i w pełnej formie. Następujące nomina sacra przedstawione są skrótami (u góry mają nadpisaną linię): (gr.) ΘΣ ΚΣ ΙΣ ΧΣ ΠΝΑ ΠΝΙΚΟΣ ΥΣ ΑΝΟΣ ΟΥΟΣ ΔΑΔ ΙΛΗΜ ΙΣΡΛ ΜΗΡ ΠΗΡ ΣΩΡ.
Częsty jest błąd itacyzmu. Niemal regularnie iota zastępowane jest przez dyftong epsilon-iota.
Tekst czterech Ewangelii został podzielony według Sekcji Ammoniusza, do których dodano system odniesień do Kanonów Euzebiusza. Jest najstarszym rękopisem, posiadającym Kanony Euzebiusza. W wiekach VI-IX pracowało nad nim co najmniej siedmiu korektorów (a, b, c, ca, cb, cc, e).
W czasach kiedy powstawał kodeks nadal jeszcze spisywano teksty na papirusie lub pergaminie zwijanych potem w rulon. Skrybowie spisujący księgę przyzwyczajeni byli do pracy ze zwojami. Świadczy o tym to, iż na każdej stronie są cztery kolumny tekstu. Po otwarciu księgi czytelnik widzi osiem kolumn, zatem tyle samo, co po rozwinięciu zwoju.

## Historia kodeksu

### Data i miejsce powstania
Niewiele wiadomo o wczesnej historii kodeksu. Miejsce jego powstania to przedmiot spekulacji. Hort sądził, że został napisany prawdopodobnie w Rzymie, ponieważ system podziału tekstu na rozdziały w Dziejach Apostolskich jest ten sam, co w kilku rękopisach Wulgaty. Argument ten został obalony przez Armitage Robinsona, według którego system podziału wprowadził do Wulgaty sam Hieronim jako rezultat swych studiów w Cezarei. Robinson uważał, że kodeks powstał w Cezarei.
Kenyon opowiadał się za Egiptem ponieważ kształty liter kodeksu są podobne do papirusów znalezionych w Egipcie, z których część jest wcześniejszej daty niż Sinaiticus. Podobnie Gardthausen, Ropes i Sidney Jellicoe byli zdania, że kodeks napisany został w Egipcie. J. Rendel Harris sądził, że rękopis powstał w bibliotece Pamfila w Cezarei. Streeter, Skeat oraz H.J.M. Milne sądzili, że powstał w Cezarei. Skeat znalazł dwa warianty tekstowe kodeksu wspierające hipotezę cezarejską: w Mt 13, 54 kodeks stosuje unikatowy wariant εις την αντιπατριδα αυτου (zamiast εις την πατριδα αυτου), a w Dz 8, 5 εις την πολιν της Σαμαρειας (do miasta Samarii) zamienia na εις την πολιν της Καισαριας (do miasta Cezarei). Oba te warianty nie występują w żadnym innym znanym dziś rękopisie i pochodzić muszą bezpośrednio od skryby, bądź od rękopisu powstałego w Cezarei.
Studia paleograficzne wskazują, że kodeks został napisany w IV wieku. Pogląd ten jest wspierany przez noty marginalne oraz system podziału tekstu, które pozwalają na dokładniejsze określenie czasu powstania kodeksu. Nie mógł powstać przed 330 rokiem, ponieważ zawiera Kanony Euzebiusza i jest to terminus post quem. Według ustaleń Milne'a i Skeata nie mógł także powstać po 360 roku, ponieważ zawiera na marginesach odniesienia do Ojców Kościoła żyjących przed tą datą. Oznacza to, że rok 360 stanowi terminus ante quem. Rękopis powstał więc prawdopodobnie w latach 330–360. Opinię tę podtrzymał Bruce Metzger. Guglielmo Cavallo w 1967 roku argumentował, że rękopis powstał około roku 360, albo niewiele później. Według badań radiowęglowych (metodą węgla C-14) kodeks mógł powstać w latach 300-425. Brent Nongbri w 2022 roku uznał, że najbardziej prawdopodobną datą jest około roku 360, jakkolwiek zarówno początek jak i koniec IV wieku też jest możliwy. Nawet początek V wieku jest możliwy. 
Dawniej przypuszczano, że jest jednym z pięćdziesięciu egzemplarzy Biblii, których wykonanie Euzebiuszowi z Cezarei zlecił cesarz Konstantyn I Wielki w 332 roku. Uważał tak Tischendorf, Pierre Batiffol, Gregory i Skeat, jest to jednak mało prawdopodobna hipoteza.
Kirsopp Lake zwrócił uwagę na noty korektora c na końcu 2 Księgi Ezdrasza (=Nehemiasza) i Estery informujące, że tekst został poprawiony w oparciu o rękopis, który wyszedł spod ręki Pamfila i jest kopią Heksapli. To może oznaczać, że Kodeks Synajski przez pewien czas przechowywany był w Cezarei. Nie wiadomo kiedy kodeks trafił do klasztoru św. Katarzyny na Synaju. Pogląd ten dominował wśród badaczy przez cały wiek XX. Brogan w 2003 roku przedstawił argumenty, że Kodeks mógł nigdy nie odwiedzić Cezarei.

### Skrybowie i korektorzy

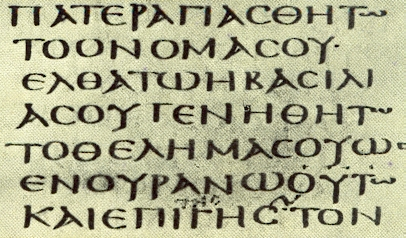
Łukasz 11, 2 w Kodeksie Synajskim

Według Tischendorfa tekst Kodeksu Synajskiego spisany został przez czterech kopistów oznaczanych literami A, B, C, D i pięciu korektorów oznaczanych literami a, b, c, d, e. Milne i Skeat wykazali, że tekst spisali trzej skrybowie A, B, D, zaś skryba C nigdy nie istniał. Pomyłka Tischendorfa, który przypisał skrybie C sporządzenie w dwóch kolumnach poetyckich partii ST, wynikła z tego, że poetyckie partie ST ujęte zostały w dwóch kolumnach, a cały kodeks napisany został w czterech kolumnach. Skryba A sporządził większość historycznych i poetyckich ksiąg ST, niemal cały NT i List Barnaby. Czasami czynił całą serię błędów. Skryba B był odpowiedzialny za księgi prorockie Starego Testamentu i Pasterz Hermasa, miał najbardziej nieczytelny charakter pisma. Skryba D napisał Księgi Tobiasza, Judyty, połowę 4 Machabejskiej i ⅔ Psalmów, w Nowym Testamencie sporządził jedynie pięć pierwszych wierszy Apokalipsy. Jego charakter pisma jest uważany za najbardziej czytelny. Wszyscy skrybowie popełniali błędy itacyzmu (gr. ΔΑΥΕΙΔ zamiast ΔΑΥΙΔ, ΠΕΙΛΑΤΟΣ zamiast ΠΙΛΑΤΟΣ, ΦΑΡΕΙΣΑΙΟΙ zamiast ΦΑΡΙΣΑΙΟΙ, ΣΑΔΔΟΥΚΑΙΕΟΙ zamiast ΣΑΔΔΟΥΚΑΙΟΙ etc.). Najczęściej robił to skryba A.
Dzisiaj przyjmuje się, że nad Kodeksem Synajskim pracowało co najmniej siedmiu korektorów oznaczanych kolejno: a, b, c, ca, cb, cc, e. Zaproponowany przez Tischendorfa korektor d nigdy nie istniał, Milne i Skeat wyróżnili natomiast korektorów ca, cb i cc. Pierwszy z korektorów wykonał swoją pracę zanim kodeks opuścił skryptorium. Większość korekt dokonana została w Cezarei (m.in. korektorzy oznaczeni symbolami ca i cb). Tak sądzili Marjorie Josephine Milne i Theodore Cressy Skeat. Jednak John Brogan w 2003 roku podważył ten punkt widzenia, według jego badań korekty te nie reprezentują tekstu cezarejskiego lecz późnoaleksandryjski.
Najwięcej poprawek naniósł korektor ca, który dokonał ich we wszystkich księgach, z wyjątkiem Listu Barnaby. Poprawki ostatniego korektora pochodzą z IX wieku. Późniejsze, pojedyncze poprawki, są bardzo nieliczne i nie mają charakteru systematycznej pracy, ostatnie pochodzą prawdopodobnie z XII wieku. Liczba wszystkich korekt wynosi około 23 tysiące, a dokonywane były głównie w tekście Starego Testamentu.
Kodeks posiada ponadto nieco arabskich not na marginesie, określane są jako Arabic A i Arabic B. Arabic A dokonał w sumie ośmiu not, z których siedem w Księdze Izajasza, a jedna w Księdze Zachariasza. Arabic B dokonywał not komentujących tylko na marginesie Księgi Apokalipsy. Według jednej z not 7. pieczęć Apokalipsy otwarta zostanie na początku 7 tysiąclecia (bizantyjski kalendarz), tj. w roku 1491. Zdaniem Parkera noty w Apokalipsie dokonane zostały po roku 1453, a przed 1492.

### Historia znaleziska
Kodeks był prawdopodobnie widziany w 1761 roku przez włoskiego podróżnika Vitaliano Donatiego podczas jego wizyty na Synaju. Wynika to z fragmentów pamiętnika Donatiego opublikowanych w 1879 roku:

In questo monastero ritrovai una quantità grandissima di codici membranacei… ve ne sono alcuni che mi sembravano anteriori al settimo secolo, ed in ispecie una Bibbia in membrane bellissime, assai grandi, sottili, e quadre, scritta in carattere rotondo e belissimo; conservano poi in chiesa un Evangelistario greco in caractere d’oro rotondo, che dovrebbe pur essere assai antico.
„W tym klasztorze znalazłem liczne pergaminowe kodeksy ... wśród nich takie, które mogą pochodzić sprzed VII wieku, zwłaszcza jedna Biblia na pięknym pergaminie, pisana wielkimi, cienkimi, kwadratowymi i okrągłymi literami; ponadto przechowywany w kościele ewangeliarz grecki pisany złotymi literami, powinien być bardzo stary”.

“Bibbia in membrane bellissime” to prawdopodobnie Kodeks Synajski, a złoty ewangeliarz to lekcjonarz 300 (na liście Gregory-Aland).
Konstantin von Tischendorf, przeświadczony, że analiza starych rękopisów dowiedzie wierności tekstu biblijnego wobec wysuwanej wówczas krytyki, postanowił samodzielnie zbadać wszystkie znane manuskrypty. Po czteroletnich poszukiwaniach w europejskich bibliotekach, przybył w maju 1844 roku do klasztoru św. Katarzyny w południowej części półwyspu Synaj. Do tej ufortyfikowanej siedziby prawosławnych greckich mnichów można było się dostać jedynie w koszu opuszczanym na linie przez niewielki otwór w murze. Pozwolono mu przez kilka dni prowadzić poszukiwania w trzech klasztornych bibliotekach, ale jego wysiłki nie przyniosły żadnego rezultatu. Kiedy miał już opuścić klasztor, zauważył w hallu biblioteki głównej wielki kosz wypełniony pergaminami, które mnisi zamierzali spalić, podobnie jak już postąpiono z dwoma wcześniejszymi. Tischendorf znalazł wśród tych pergaminów 129 kart pochodzących z greckiego przekładu fragmentów tzw. Starego Testamentu. Otrzymał zgodę na zabranie zaledwie 43 arkuszy, pozostałe musiał zostawić w klasztorze. Zawierały one następujące księgi ST: 1 Kronik, Jeremiasz, Nehemiasz i Estery. Pozostawione karty kodeksu należały do ksiąg: Izajasza, 1 i 4 Machabejskich. Tekst owych 43 kart wydał w 1846 roku jako Codex Friderico-Augustanus.

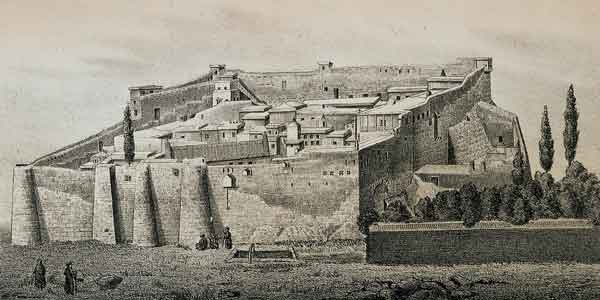
Klasztor św. Katarzyny (litografia według rysunku archimandryty Porfiriusza (Uspienskiego) z 1857 roku)

W 1845 roku archimandryta Porfiriusz (Uspienski), późniejszy metropolita kijowski i halicki, widział kodeks wraz z kartami, których Tischendorfowi nie pokazano. Zanotował:

Первая рукопись, содержащая Ветхий Завет неполный и весь Новый Завет с посланием ап. Варнавы и книгой Ермы, писана на тончайшем белом пергамене. (…) Буквы в ней совершенно похожи на церковно-славянские. Постановка их прямая и сплошная. Над словами нет придыханий и ударений, а речения не отделяются никакими знаками правописания кроме точек. Весь священный текст писан в четыре и два столбца стихомерным образом и так слитно, как будто одно длинное речение тянется от точки до точки.
Pierwszy rękopis, zawierający niepełny Stary Testament i pełny Nowy Testament z Listem ap. Barnaby oraz Pasterzem Hermasa, sporządzony został na najcieńszym, białym pergaminie. (...) Litery w nim są bardzo podobne do cerkiewno-słowiańskich. Ich układ jest prosty i nieprzerwany. Ponad słowami brak przydechów i akcentów, a wyrazy nie są oddzielane żadnymi znakami interpunkcyjnymi prócz kropek. Cały święty tekst pisany jest stychometrycznie w czterech i dwóch kolumnach, i tak nieprzerwanie, jak gdyby jedno długie wyrażenie ciągnęło się od kropki do kropki.

W 1846 roku kapitan C.K. MacDonald odwiedził górę Synaj, oglądał kodeks i zakupił w klasztorze dwa minuskułowe rękopisy Nowego Testamentu (minuskuły 495 i 496).

### Trzecia wizyta Tischendorfa na Synaju

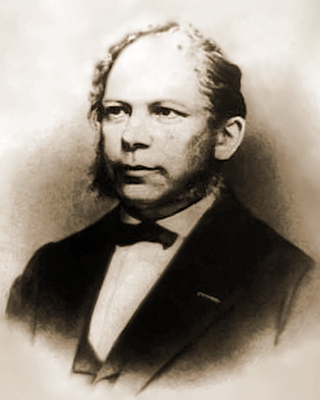
Tischendorf w 1870 roku

W styczniu 1853 roku Tischendorf ponownie odwiedził synajski klasztor, jednak nie znalazł nawet fragmentu kodeksu. Przywiózł natomiast do Europy szereg innych rękopisów pochodzących ze średniowiecza.
W 1859 roku Tischendorf był w klasztorze po raz trzeci, tym razem uzyskując wsparcie finansowe rządu rosyjskiego. Czwartego lutego, w przeddzień opuszczenia przezeń Synaju, przypadkowo pokazano mu nie tylko te arkusze, które odnalazł 15 lat wcześniej, ale także inne. Zawierały one komplet greckiego Nowego Testamentu, znaczną partię greckiego przekładu Starego Testamentu, ponadto List Barnaby i Pasterz Hermasa. Aż do tego czasu List Barnaby znany był jedynie w łacińskim, bardzo swobodnym przekładzie. W sumie Tischendorf zapoznał się z 346,5 kartami.
Bibliście pozwolono przewozić kodeks partiami do Kairu, gdzie go kopiowano. Początkowo nie było mowy ani o przekazaniu kodeksu, ani o jego sprzedaży. Był to jednak okres, kiedy klasztor pozbawiony był swego arcybiskupa, a wybór nowego przedłużał się. Kandydatem mnichów był Cyryl, jednak patriarcha Jerozolimy miał zastrzeżenia co do jego osoby. Tischendorf zaoferował mu poparcie rosyjskiego cara w zamian za kodeks. Była to nieoficjalna umowa pomiędzy Tischendorfem a Cyrylem, o której mnisi nie musieli wiedzieć. We wrześniu 1859 roku kodeks został podarowany „najbardziej chrześcijańskiemu monarsze świata”, carowi Rosji – Aleksandrowi II. By dopełnić wszelkich formalności, Tischendorf musiał jeszcze udać się do Konstantynopola, ponieważ rząd turecki stwarzał pewne utrudnienia. Dzięki dyplomacji biblisty, owe 346,5 kart na kilka dekad trafiło do Petersburga. Tekst tej partii kodeksu został wydany przez Tischendorfa w 1862 roku, w czterech tomach, tym razem jako Bibliorum Codex Sinaiticus Petropolitanus w 327 egzemplarzach.
Arcybiskup Synaju w liście do Tischendorfa z 15 lipca 1869 roku wypomniał, że mnisi są zawiedzeni w swoich oczekiwaniach, ponieważ aż dotąd nie otrzymali żadnego daru za kodeks. Tischendorf natychmiast wystosował list do rosyjskiego ministra i 18 listopada 1869 roku klasztor na Synaju otrzymał 7000 rubli w złocie. Ponadto 2000 rubli otrzymał Monaster Przemienienia Pańskiego na górze Tabor.
Trzynastego września 1862 roku fałszerz rękopisów Constantine Simonides na łamach Guardiana obwieścił publicznie, że to właśnie on w 1839 roku sporządził kodeks w klasztorze św. Pantelejmona na Athosie i dlatego rękopis nie ma przypisywanej mu tekstualnej wartości. Określił go jako „liche dzieło swojej młodości”. Miał go sporządzić w wieku 15 lat w przeciągu zaledwie 9 miesięcy, a wykorzystał do tego celu moskiewskie wydania tekstu Nowego Testamentu oraz rękopisy przechowywane na Athosie. Tischendorf odpowiedział 22 grudnia 1862 w niemieckiej gazecie Allgemeine Zeitung, że w samym tylko Nowym Testamencie w wielu miejscach Kodeks Synajski różni się od wszystkich wydań moskiewskich oraz od wszystkich późnych rękopisów.
Henry Bradshaw, na łamach Guardiana (z dnia 26 stycznia 1863 roku), wykazał absurdalność roszczeń Simonidesa. Bradshaw zapytał o to, w jaki sposób kodeks dostał się z Athos do klasztoru na Synaju. Przypomniał też, że kodeks liczy około 4 milionów liter, że zawiera List Barnaby, który aż dotąd nie posiadał rękopisów w języku greckim.

### Kontrowersje wokół przekazania kodeksu

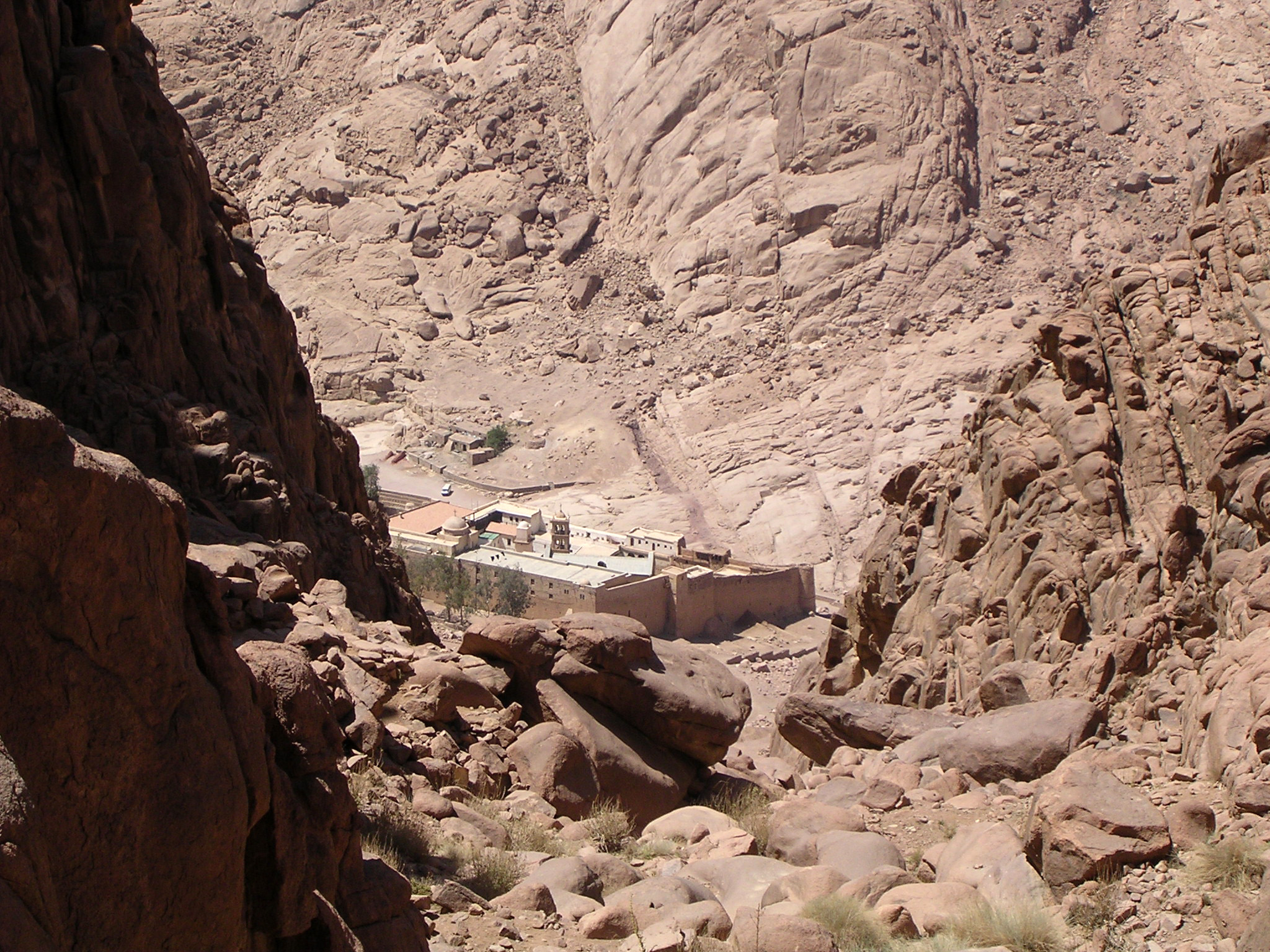
Widok na Klasztor św. Katarzyny

Mnisi, którzy od samego początku nie zostali wprowadzeni w szczegóły przekazania kodeksu, mieli swoją wersję tego wydarzenia. Twierdzili, że cenny manuskrypt został jedynie wypożyczony, a ponieważ nigdy nie został oddany, więc Tischendorf jest złodziejem. Na murze klasztornym widnieje tłumaczenie „rzekomo” pozostawionego przez Tischendorfa listu z obietnicą, iż „na pierwszą prośbę Świętego Bractwa Góry Synaj zwróci manuskrypt, nieuszkodzony i w dobrym stanie”. Wersja ta upowszechniana jest wśród turystów, popierana jest przez media (np. BBC). Stoi to w sprzeczności z listami, które Tischendorf otrzymywał później z klasztoru. Dlatego bibliści, paleografowie i bibliotekarze bronią Tischendorfa (K. Lake, T.C. Skeat, B. Metzger). W 1869 roku arcybiskup Kallistrat III, przełożony klasztoru na Synaju, wysłał list do cara, w którym zrzekł się w imieniu swego klasztoru praw wobec kodeksu. List znaleziony został dopiero 18 lutego 2010 roku w archiwach rosyjskiego Ministerstwa Spraw Zagranicznych.

### Dalsze dzieje kodeksu
Kodeks na ogół był i w dalszym ciągu jest wysoko oceniany, cieszy się dobrą opinią wśród krytyków tekstu, biblistów, jak i przedstawicieli kościoła. Jednak zwolennicy Textus receptus nigdy nie byli nim zachwyceni. Do takich należał John William Burgon, którego zdaniem Sinaiticus, oraz Vaticanus i Codex Bezae, są zepsutymi rękopisami. Każdy z tych trzech kodeksów ma sfabrykowany tekst, jako rezultat arbitralnej i lekkomyślnej recenzji”. Najważniejsze z tych trzech kodeksów, א i B, Burgon przyrównał do „dwóch fałszywych świadków” wspomnianych w Mt 26,60.

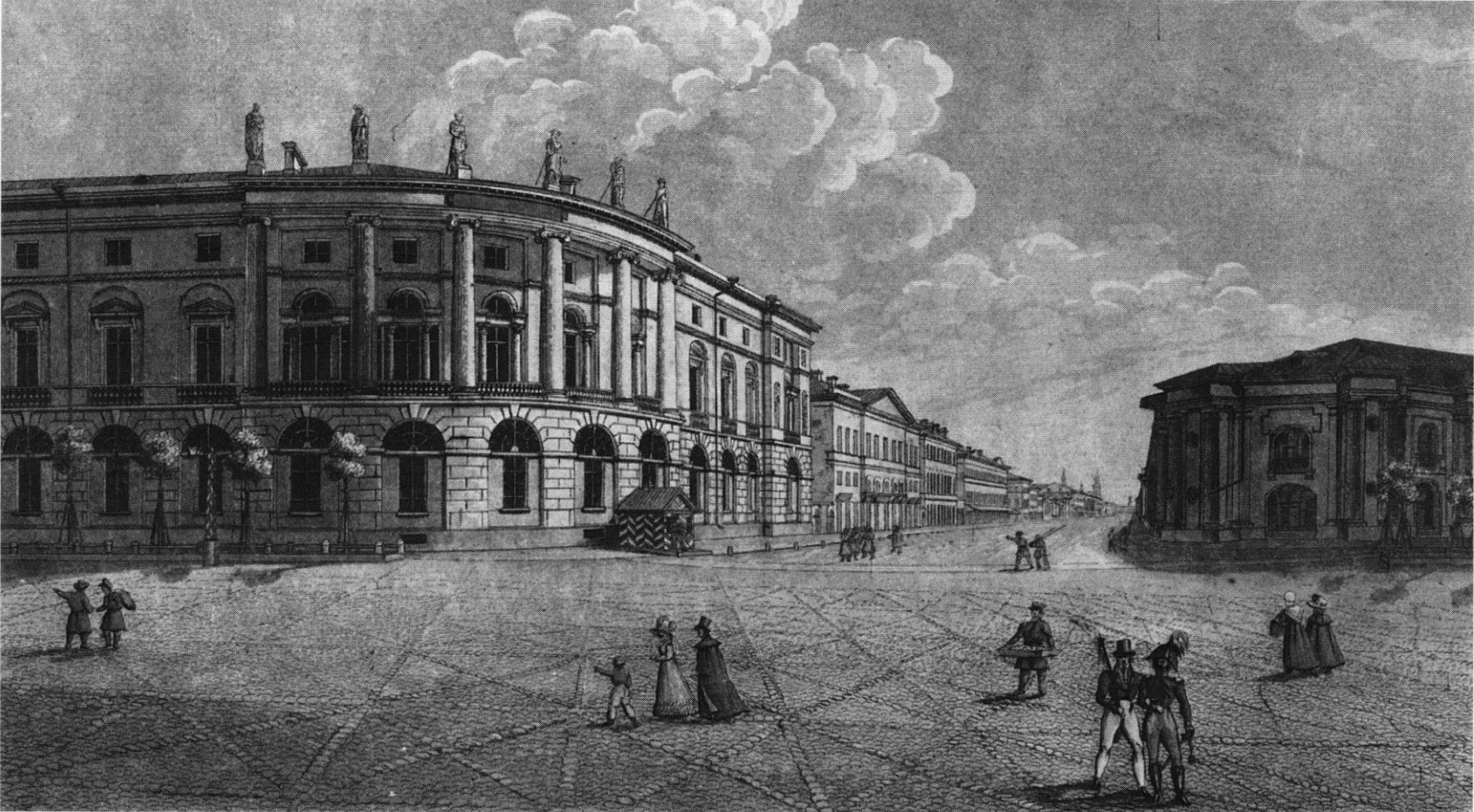
Dwie trzecie kodeksu przechowywane było w Rosyjskiej Bibliotece Narodowej w latach 1859–1933

W końcu XIX wieku anonimowy ofiarodawca podarował fragmenty trzech dalszych kart kodeksu Towarzystwu Miłośników Starożytnego Piśmiennictwa w Petersburgu. W.N. Beneszewicz (1874-1938) opublikował te fragmenty w 1911 roku, zawierają one fragmenty Księgi Judyty. W 1932 roku owe trzy fragmenty zostały przekazane do Rosyjskiej Biblioteki Narodowej, gdzie są przechowywane do dziś.
British Museum rozpoczęło negocjacje o zakup kodeksu w roku 1931. Brytyjczycy oferowali 40 000 funtów, strona radziecka żądała 200 000 funtów. W 1933 roku Józef Stalin sprzedał 346,5 kart kodeksu za sumę 100 000 funtów British Museum w Londynie. Przez długi czas była to najwyższa cena, jaką kiedykolwiek zapłacono za pojedynczą książkę, w dodatku niekompletną. British Museum odebrało Kodeks 27 grudnia 1933 roku. Kirsopp Lake był zdania, że rząd radziecki sprzedał rękopis nie tylko z tego względu, że potrzebował pieniędzy (opinia rozpowszechniona wtedy na Zachodzie), ale także dlatego, że się skupił na chronieniu słowiańskiej kultury, potrzebował pieniędzy na renowację muzeów i bibliotek, w których je przechowywano. Z Moskwy i Leningradu odesłano wiele gruzińskich i ormiańskich rękopisów do Tbilisi i Eczmiadzyn, argumentował Lake. David Parker twierdzi, że sprzedaż kodeksu dokonana została z tego powodu, ponieważ w 1928 roku rząd radziecki przyjął realizację pięcioletniego planu rozwoju gospodarczego, w ramach którego zamierzano w przyśpieszony sposób zindustrializować rolniczy dotąd kraj i usilnie potrzebował dewiz do tego celu.
W British Museum, przy użyciu lampy ultrafioletowej, badał go Teodor Cressy Skeat. W miesiąc po przekazaniu rękopisu dla nowego właściciela klasztor św. Katarzyny oświadczył, że jest jedynym prawowitym jego właścicielem, a rękopis został wykradziony. Dopiero po roku 2000 mnisi zaprzestali walki o zwrot rękopisu, choć w dalszym ciągu opłakują jego stratę.
W 1950 roku podczas przeglądania kolekcji bp. Uspienskiego znaleziono niewielki fragment Pasterza Hermasa, który jak ustalono należał do Kodeksu Synajskiego. Znaleziony fragment został dołączony do fondu greckich rękopisów Rosyjskiej Biblioteki Narodowej (Gr. 843).
Od 1973 roku zdecydowana większość stron znajduje się w londyńskim British Library (Add. 43725), wystawione obok Kodeksu Aleksandryjskiego. Poprzednio wywiezione 43 karty przechowywane są w bibliotece  Uniwersytetu Lipskiego (Gr. 1) w Niemczech, trzy fragmenty w Rosyjskiej Bibliotece Narodowej (Ф. № 906) w Petersburgu oraz 12 stron i kilkanaście fragmentów w Klasztorze św. Katarzyny (ΜΓ 1) w Egipcie.
W 1975 roku pod północnym murem klasztoru znaleziono 47 skrzyń z ikonami i pergaminami. Odkryto też dwanaście brakujących kart i kilkanaście fragmentów z Kodeksu Synajskiego. Jedenaście kart zawiera teksty Pentateuchu, jedna zaś karta Pasterz Hermasa. Do tej pory zostały one udostępnione tylko wąskiemu gronu uczonych. Pierwszego września 2009 roku brytyjski uczony Nikolas Sarris odkrył w bibliotece klasztoru kolejny, dotychczas nieznany fragment kodeksu zawierający tekst Jz 1,10  .
W 2007 roku tekst kodeksu został zdigitalizowany przez Centrum Badań Manuskryptów Nowego Testamentu w oparciu o wydanie faksymile Lake’a z 1911 roku. 
W marcu 2005 roku British Library, we współpracy z innymi bibliotekami przechowującymi kodeks, podjęło decyzję o cyfrowej prezentacji kodeksu. Wstępnie oszacowano, że zebranie całości na CD-ROM-ie kosztowało około milion amerykańskich dolarów. Stan techniczny stron kodeksu nie pozwalał na ich transport, dlatego uczeni postanowili dokonać jego rekonstrukcji wirtualnej. Udostępniony miał być też w Internecie przez zespół specjalistów europejskich, amerykańskich oraz egipskich. Mnisi synajscy zgodzili się wziąć udział w projekcie digitalizacji kodeksu, pomimo ich żądań zwrotu wszystkich kart rękopisu. 6 lipca 2009 roku, po czterech latach pracy, opublikowano w Internecie cyfrową wersję kodeksu. Dzięki wysiłkowi wielu uczonych każdy chętny może obejrzeć Kodeks Synajski. Przewiduje się też, że do oryginalnego tekstu greckiego zostaną dołączone przekłady: angielski, niemiecki, hiszpański i nowogrecki. Przygotowuje się również wydanie facsimile kodeksu w wersji papierowej.

## Tekst kodeksu
Tekst kodeksu zawiera pewne braki i opuszczenia, są to całe zdania, frazy lub słowa. W stosunku do Textus receptus liczba tych opuszczeń wynosi ok. 400. Część z nich może być rezultatem niedbalstwa i pomyłek kopistów, jednak zdecydowana większość pochodzi z rękopisów, z których korzystali kopiści, ponieważ są one poświadczone przez inne starożytne rękopisy. Dean Burgon zarzucał kodeksowi, że w samych tylko Ewangeliach opuszcza 3 455 słów.

### Luki i opuszczenia

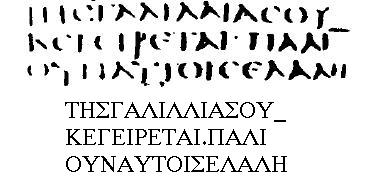
Tekst Ewangelii Jana 7,52-8,12 kodeksu, nie zawiera 7,53-8,11

W Nowym Testamencie nie zawiera wierszy:
- Mt 12,47; 16,2b-3; 17,21; 18,11; 23,14; 24,35;
- Mk 7,16; 9,44.46; 11,26; 15,28; 16, 8-20;
- Łk 11,4b (ostatnia prośba Modlitwy Pańskiej); 17,36;
- J 5,4; 7,53-8,11; 16,15; 20,5b-6; 21,25.
- Dz 8,37; 15,34; 24,7; 28,29.
- W Liście do Rzymian doksologia występuje po 16, 23, brak wiersza 24. Wiersza tego nie mają również i inne rękopisy aleksandryjskie (Papirus Chester Beatty II, Kodeks Watykański, minuskuł 1881).

Opuszczenia te są charakterystyczne dla tekstu aleksandryjskiego.
Opuszczone frazy (gr.):
- Mt 5,44 – ευλογειτε τους καταρωμενους υμας, καλως ποιειτε τοις μισουσιν υμας (błogosławcie tych, którzy was przeklinają, dobrze czyńcie tym, którzy was nienawidzą);
- Mt 6,13b – οτι σου εστιν η βασιλεια και η δυναμις και η δοξα εις τους αιωνας. αμην „Albowiem Twoje jest królestwo, i moc, i chwała, na wieki. Amen.” brak całej frazy, w czym wspiera go Kodeks Watykański i rękopisy zachodniej tradycji tekstualnej.
- Mt 10,39a – ο ευρων την ψυχην αυτου απολεσει αυτην, και (Kto zachował swoje życie, straci je, a);
- Mt 20,23 – και το βαπτισμα ο εγω βαπτιζομαι βαπτισθησεσθε (i chrztem którym Ja chrzczę, będziecie ochrzczeni);
- Mt 23,35 – υιου βαραχιου (syna Barachiasza); frazy tej nie zawierają także 59 (późniejszy korektor), trzy Ewangeliarze (ℓ 6, ℓ 13, ℓ 185), oraz Euzebiusz z Cezarei.
- Mk 1,1 – υιου θεου „Syna Bożego” opuszczony, w czym wspiera go Kodeks Koridethi i minuskuł 28.
- Mk 10,7 – και προσκολληθησεται προς την γυναικα αυτου (i połączy się ze swoją żoną), również kodeksy Kodeks Watykański, Kodeks Athous Lavrensis, 892, 2427, ℓ 48, syrs, goth nie zawierają tej frazy;
- Łk 9,55b-56a – και ειπεν, Ουκ οιδατε ποιου πνευματος εστε υμεις; ο γαρ υιος του ανθρωπου ουκ ηλθεν ψυχας ανθρωπων απολεσαι αλλα σωσαι (i powiedział: „Nie wiecie, jakiego ducha jesteście; Syn Człowieczy nie przyszedł bowiem zatracić dusze ludzkie, ale zbawić); frazy tej brak również w następujących kodeksach: B C L Θ L Ξ 33 700 892 1241 syr, copbo;
- Jan 4,9 – ου γαρ συγχρωνται Ιουδαιοι Σαμαριταις (Żydzi bowiem nie obcują z Samarytanami), jest jednym z tzw. Western non-interpolations; opuszczona fraza została uzupełniona przez pierwszego korektora, jeszcze przed opuszczeniem przez rękopis skryptorium.

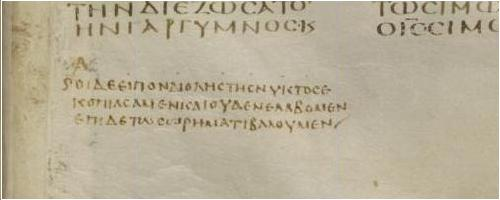
Naniesiony przez późniejszą rękę dodatek w dolnym marginesie do Jana 21,7 – οι δε ειπον δι οληϲ τηϲ νυκτοϲ εκοπιαϲαμεν και ουδεν ελαβομεν επι δε τω ϲω ρηματι βαλουμεν (oni zaś powiedzieli: przez całą noc trudziliśmy się, nic nie złowiliśmy, ale na słowo Twoje zarzucimy)

Frazy usuwane przez korektorów (gr.):
- Mt 24,36 – ουδε ο υιος (ani Syn) pierwszy korektor (a), oznakował jako wątpliwą, ale drugi korektor (b) znak ten usunął;
- Mk 10,40 ητοιμασται υπο του πατρος μου (zamiast ητοιμασται) – pierwszy korektor frazę „υπο του πατρος μου” oznakował jako wątpliwą, ale drugi korektor znak ten usunął;
- Łk 11,4 αλλα ρυσαι ημας απο του πονηρου (ale zbaw nas ode złego) zamieszczony przez oryginalnego skrybę, oznakowany przez pierwszego korektora (a) jako wątpliwy, ale trzeci korektor (c) znak ten usunął;
- Łk 23,34a, „A Jezus powiedział, Ojcze, odpuść im; bo nie wiedzą, co czynią” – oznakowany przez pierwszego korektora jako wątpliwy, ale trzeci korektor znak ten usunął.
- Łk 22,43-44 oznakowany został jako wątpliwy przez pierwszego korektora, ale trzeci korektor znak ten usunął. Dwuwiersz ten nie pojawia się także w Kodeksie Watykańskim, Aleksandryjskim, Borgianus, Waszyngtońskim i innych.

### Interpolacje
Mimo iż rękopis ma więcej opuszczeń niż interpolacji, zawiera jednak kilka interpolacji w Ewangelii Mateusza.
Mt 8,13 (por. Łk 17,10)
(gr.) και υποστρεψας ο εκατονταρχος εις τον οικον αυτου εν αυτη τη ωρα ευρεν τον παιδα υγιαινοντα (a kiedy setnik wrócił do domu swego, w tej godzinie znalazł sługę zdrowego) por. Łk 7,10, dodatek ten zawierają C (N), Θ (0250), f1 (33, 1241), g1, syrh.
Mt 10,12 (por. Łk 10,5)
(gr.) λεγοντες ειρηνη τω οικω τουτω (mówiąc: Pokój domowi temu) – większość rękopisów ma w tym miejscu αυτην. Fraza ta została usunięta przez pierwszego korektora kodeksu, ale przywrócona przez drugiego korektora. Wariant ten występuje w: Bezae, Regius, Washingtonianus, Koridethi, f 1, 1010, (1424), it, vgcl.
Mt 27,49
(gr.) ἄλλος δὲ λαβὼν λόγχην ἒνυξεν αὐτοῦ τὴν πλευράν, καὶ ἐξῆλθεν ὕδορ καὶ αἷμα (a inny wziął włócznię, przebił Jego bok, i wyszła woda i krew). Dodany wiersz pochodzi z Jana 19,34 i jest charakterystyczny dla rękopisów aleksandryjskiej tradycji. Interpolacja z Mt 27,49 występuje także w Kodeksie Watykańskim, Efrema i Regius.

### Warianty tekstowe

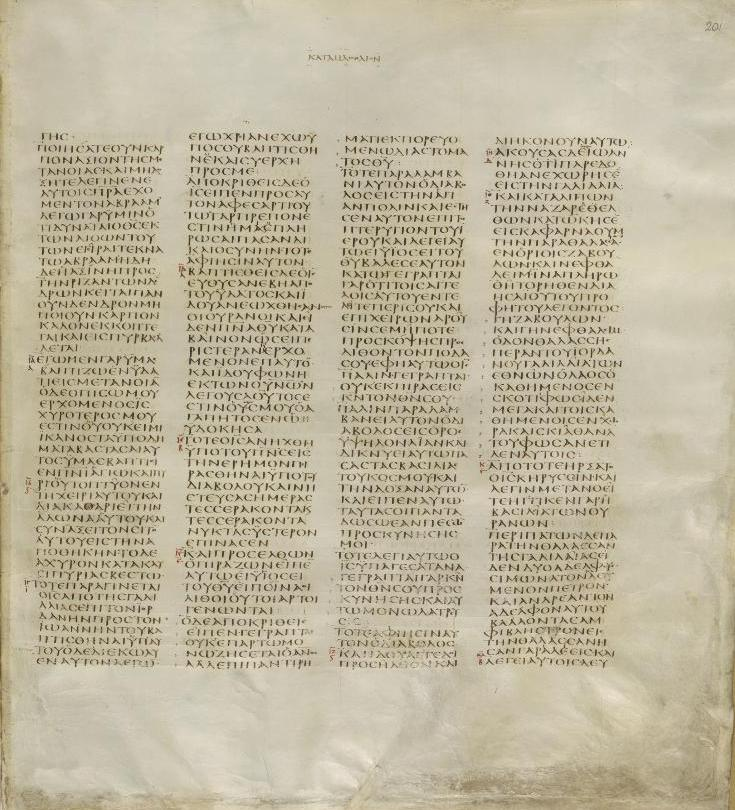
Strona kodeksu z tekstem Mt 3,7-4,19

W Mt 5,22 nie ma słowa (gr.) εικη (bez powodu), podobnie jak Kodeks Watykański, {\displaystyle {\mathfrak {P}}^{67}}, 2174, część rękopisów Wulgaty oraz przekład etiopski; słowo to zostało dodane przez drugiego korektora kodeksu.
W Mt 16,12 przekazuje wariant tekstualny (gr.) της ζυμης των αρτων των Φαρισαιων και Σαδδουκαιων (kwasu chleba faryzeuszy i saduceuszy). Wariant ten wspierany jest tylko przez staro-łaciński Codex Corbeiensis I i starosyryjski Syriac Curetonian.
W Łk 1,26 „Nazaret” nazwany został „miastem Judei”, a nie Galilei.
Prorokini Anna miała (gr.) εβδομηκοντα τεσσαρων (siedemdziesiąt cztery) lata, a nie osiemdziesiąt cztery (Łk 2,37).
W J 1,4 przekazuje wariant ζωη εστιν (życie jest) wespół z Kodeksem Bezy. Większość rękopisów vprzekazuje wariant ζωη ην (życie było).
Do J 1,28 drugi korektor wprowadził wariant tekstualny (gr.) Βηθαραβα (Betaraba). Podobny zapis pojawia się poza Kodeksem Synajskim w kodeksie 892, syrh oraz kilku innych rękopisach.
W J 1,34 podane jest (gr.) ὁ ἐκλεκτός (wybrany), tak jak rękopisy {\displaystyle {\mathfrak {P}}^{5}}, {\displaystyle {\mathfrak {P}}^{106}}, b, e, ff² i syrc, s w miejsce zazwyczaj stosowanego słowa (gr.) υἱός (syn).
W J 2,3 w miejsce „a kiedy chcieli wina”, albo „a kiedy zabrakło wina” Codex Sinaiticus podaje taki wariant: „A kiedy nie było wina, ponieważ wino weselne zostało wyczerpane” (wspierany przez a oraz j);
W J 6,10 znajduje się (gr.) τρισχιλιοι (trzy tysiące) zamiast (gr.) πεντακισχιλιοι (pięć tysięcy); drugi korektor zmienia na (gr.) πεντακισχιλιοι.
W J 8,8 przekazuje wariant ουκ αναβαινω (nie pójdę), większość rękopisów przekazuje wariant ουπω αναβαινω (jeszcze nie pójdę). Wariant Kodeksu wspiera Kodeks Bezy, Cyprius i minuskuł 1241.
W Dz 11,20 (gr.) εὐαγγελιστάς (ewangeliści) są zamiast (gr.) ἑλληνιστάς (hellenistów); w Dz 14,9 „nie” zostało wpisane przed słowem „słuchał”; w Hbr 2,4 „żniwa” zamiast „rozdawanie”; w 1 P 5,13 słowo „Babilon” zamienione zostało na „kościół”.
Tekst J 1,1-8,38 przekazuje wedle tradycji zachodniej i nosi wyjątkowo dużo not korektorskich.

### Podobieństwo do Kodeksu Watykańskiego
Od początku zauważono znaczne podobieństwa pomiędzy Kodeksem Synajskim a Watykańskim: czas powstania, podobny tekst. Są to jedyne zachowane wielkie kodeksy z IV wieku. W większości przypadków przekazują bardzo dobry tekst, zazwyczaj lepszy niż starsze od nich papirusy. Niemniej zachodzą pomiędzy nimi rozbieżności. Hoskier wyliczył 3036 różnic w tekście czterech Ewangelii:
Mateusza – 656
Marka – 567
Łukasza – 791
Jana – 1022
Razem – 3036.
Różnice mają głównie charakter gramatyczny, jak inne podejście do itacyzmu, odmienna transkrypcja hebrajskich imion, niemniej wykluczają możliwość, by mogły pochodzić z tego samego rękopisu. Nie mogły wyjść z tego samego skryptorium. Westcott i Hort byli zdania, że wspólny przodek tych dwu rękopisów powstał na początku II wieku. Hoskier ocenił, że wspólne źródło obu kodeksów musiało pochodzić z około 200 roku.
Streeter zauważył, że zachodzą znaczne podobieństwa pomiędzy Kodeksem Synajskim a cytatami Pisma Świętego u Orygenesa oraz Wulgatą Hieronima. Doszedł do wniosku, że tekst kodeksu został przywieziony z Aleksandrii do Cezarei przez Orygenesa, a potem został wykorzystany przez Hieronima.

### Wartość tekstualna kodeksu
Kodeks Synajski jest bardzo ważnym świadkiem tekstu Nowego Testamentu i przekazuje go według aleksandryjskiej tradycji, która oceniana jest dziś jako najbardziej wierna. Rangę kodeksu podkreśla już sam fakt, że na liście majuskułowych rękopisów Nowego Testamentu umieszczany jest na pierwszej pozycji. W sekcji Ewangelie ustępuje tylko Kodeksowi Watykańskiemu, zwłaszcza w Ewangelii Jana (J 1,1 – 8,38 przekazuje według tradycji zachodniej). W Dziejach Apostolskich dorównuje Kodeksowi Watykańskiemu. W Listach powszechnych wraz z Watykańskim ustępuje miejsca Kodeksowi Aleksandryjskiemu. Natomiast w Listach Pawła jest najważniejszym świadkiem tekstu, ponieważ tekst Listów Pawła w Kodeksie Watykańskim zawiera wiele naleciałości tekstu zachodniego. Ponadto jest najstarszym rękopisem z pełnym tekstem Listów Pawła. Tekst Apokalipsy zawiera wiele braków oraz przeinaczeń i tym samym przedstawia w tym wypadku niewielką wartości ustępując nie tylko Kodeksowi Aleksandryjskiemu, Kodeksowi Efrema oraz Chester Beatty III {\displaystyle ({\mathfrak {P}}^{47}),} ale nawet niektórym minuskułom (np. minuskuły 2053, 2062).
Tischendorf uważał go za najważniejszy rękopis Nowego Testamentu i na nim oparł swoje Editio octava critica maior (także w tekście czterech Ewangelii). Westcott i Hort w przypadku Ewangelii wyżej oceniali Kodeks Watykański i w ich wydaniu The New Testament in the Original Greek (1881) jest drugim ze względu na istotność rękopisem dla Ewangelii. Wszyscy kolejni wydawcy, z wyjątkiem von Sodena, przyznawali pierwszeństwo Kodeksowi Watykańskiemu (w Ewangeliach). W XX wieku jedynie tekst von Sodena jest bliższy Kodeksowi Synajskiemu niż Watykańskiemu, jakkolwiek nie w takim stopniu jak miało to miejsce u Tischendorfa. Wszystkie wydania Nestle-Alanda za punkt wyjścia przyjmowały tekst Westcott-Horta, co oznacza że Kodeks Synajski traktowany jest jako drugi rękopis. Zdaniem Alanda ustępuje tylko Kodeksowi Watykańskiemu. W przypadku Listów Pawła krytycy tekstu pierwszeństwo przyznają Kodeksowi Synajskiemu.
Jest również trzecim ważnym świadkiem tekstu Septuaginty (obok kodeksów Watykańskiego i Aleksandryjskiego).
Zwolennicy Textus receptus uważają go za jeden z najgorszych rękopisów Nowego Testamentu (np. D.A. Waite, jeden z głównych działaczy tego ruchu). W mediach traktowany jest jako najważniejszy rękopis Biblii i bywa przez nie określany jako „najstarsza pełna Biblia świata” albo nawet „konkurent Biblii”  .